# اوتاویو باربیری
اوتاویو باربیری (به ایتالیایی: Ottavio Barbieri) بازیکن فوتبال و اهل ایتالیا است که از سال ۱۹۲۱ میلادی عضو تیم ملی فوتبال ایتالیا بوده و در ۲۱ بازی ملی حضور داشته‌است. او در بازی‌های ملی‌اش گلی به ثمر نرساند.
اوتاویو باربیری آخرین بازی ملی خود را در سال ۱۹۳۰ میلادی انجام داد.